# Chlorophorus dinae
Chlorophorus dinae là một loài bọ cánh cứng trong họ Cerambycidae.